# اورلین شیدلر
اورلین شیدلر (انگلیسی: Aurélien Scheidler؛ زادهٔ ۴ ژوئن ۱۹۹۸) بازیکن فوتبال اهل فرانسه است.